# Карлин, Джордж
Джордж Де́нис Па́трик Ка́рлин (англ. George Denis Patrick Carlin; 12 мая 1937, Нью-Йорк, Нью-Йорк — 22 июня 2008, Санта-Моника, Калифорния) — американский стендап-комик, актёр, писатель, сценарист, продюсер, обладатель четырёх премий «Грэмми» и премии Марка Твена. Автор 5 книг, снялся в 16 фильмах.
Карлин был известен своей политической проницательностью, чёрным юмором, языковыми наблюдениями, а также высказываниями на тему психологии, религии и монологами на многие острые темы. Карлин и его комедийный номер «Семь грязных слов» попали под серьёзное разбирательство в Верховном Суде США под названием «Федеральная Комиссия по связи против радиостанции Pacifica Foundation». В 1978 году пятью голосами против четырёх суд подтвердил право правительства регулировать трансляцию материалов, содержащих непристойности, на принадлежащих государству радиоволнах.

## Биография

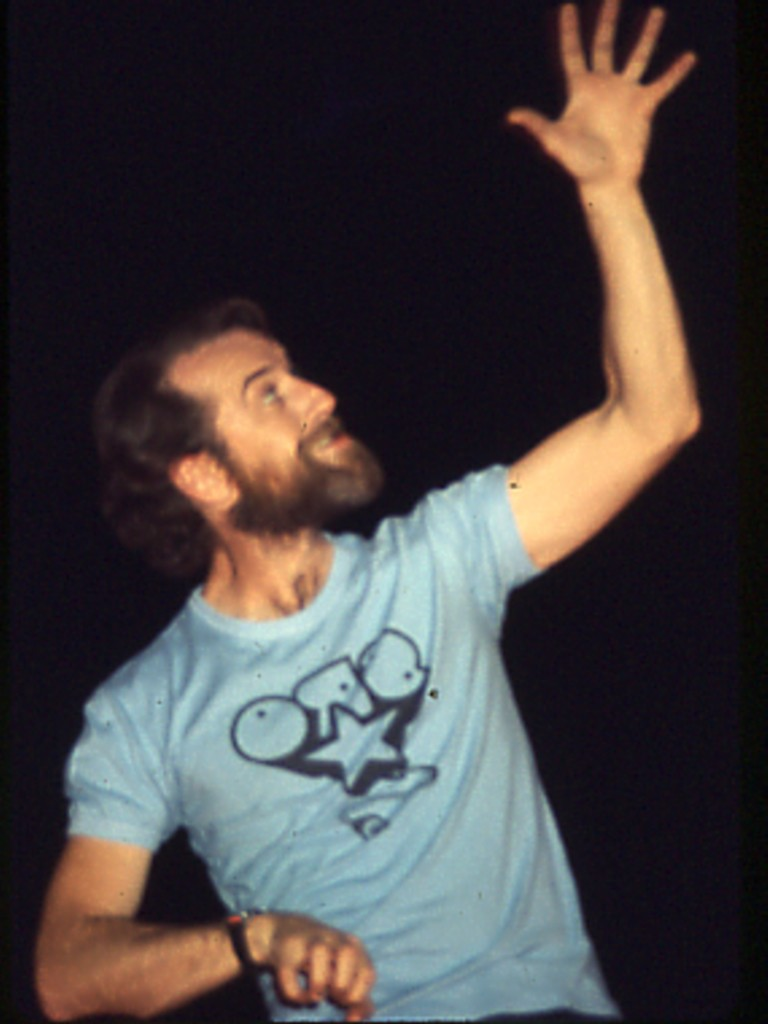
Джордж Карлин в Гаррисберге (Пенсильвания)

Джордж Карлин родился в одном из районов Нью-Йорка — Манхэттене. Мать, Мэри Карлин (урождённая Бэри), работала секретарём. Отец, Патрик Карлин, был менеджером по рекламе в газете «Нью-Йорк Сан». Предки Джорджа Карлина были ирландцы, его родители выросли в традиционных католических семьях. Отношения между родителями были довольно напряжённые. По словам Джорджа, у его отца были проблемы с алкоголем, из-за чего однажды мать с ним, двухмесячным, и его пятилетним братом была вынуждена убежать из дома по пожарной лестнице.
Любимым местом Джорджа был шумный Гарлем.

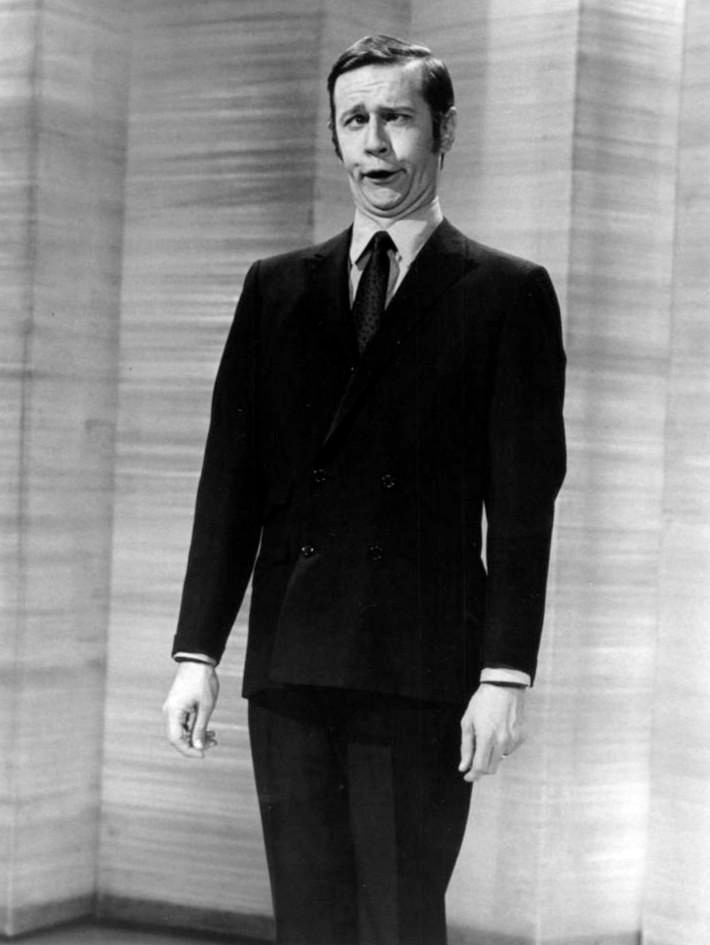
Карлин в 1969 году

Не доучившись в школе, в семнадцать лет он пошёл служить в ВВС, стал механиком на радарной станции. Тогда же Джордж Карлин попробовал свои силы в качестве диджея на местной радиостанции. В середине 1960-х годов он начал выступать в программах варьете, продолжал работать диджеем и вскоре превратился в популярную фигуру на телевидении. На рубеже 1970-х годов Карлина привлекло движение хиппи: он отпустил волосы, бороду, начал одеваться как хиппи, носить серьги — из-за чего ряд телепрограмм разорвали с ним контракт. Но времена изменились, как и вкусы публики, и Карлин вновь оказался востребован шоу-бизнесом.
Выступления комедийного артиста очень нравились молодёжной аудитории, что обусловило его близость к культурному «андерграунду». Он с успехом выступал в знаменитом телевизионном шоу «Субботним вечером в прямом эфире», а благодаря роли наставника Руфуса в популярном у подростков фильме и сериале «Билл и Тэд» сделался едва ли не культовой фигурой в их среде.
Первая из его 14 комедийных программ была записана в 1977 году. В 1990—2000-е годы комедийные выступления Карлина фокусировались в основном на пороках современной Америки. Он часто бросал вызов современным политическим проблемам Соединенных Штатов и высмеивал недостатки американской культуры. Последнее его выступление «Это плохо для тебя» было снято менее чем за 4 месяца до смерти.

### Личная жизнь
В 1961 году женился на Бренде Хосбрук (англ. Brenda Hosbrook — 5 августа 1936 — 11 мая 1997), с которой познакомился во время тура за год до этого. В 1963 году у пары родилась дочь Келли. Бренда умерла от рака печени за день до 60-летия Джорджа в 1997 году.
24 июня 1998 года Карлин женился на Салли Вейд (англ. Sally Wade), и этот брак продлился вплоть до его смерти (Джордж умер за 2 дня до 10-летия их совместной жизни).
В декабре 2004 года Карлин объявил, что хочет добровольно пройти курс реабилитации, чтобы преодолеть зависимость от алкоголя и викодина.

### Смерть
22 июня 2008 года Карлин поступил в Медицинский центр Святого Иоанна в Санта-Монике (штат Калифорния) с жалобой на боль в груди. Умер в тот же день от сердечной недостаточности.

## Творчество
Карлин высмеивал многие стороны современного американского общества, такие как культ знаменитостей, общество потребления, правый религиозный консерватизм, всевластие корпораций, фаст-фуд, слепой патриотизм, лицемерие, пролайф-движение, сексуальные табу и политическое отчуждение. Карлин не голосовал и всегда называл голосование иллюзией выбора. Он говорил, что последний раз ходил на выборы, когда отдал свой голос за антивоенного сенатора Джорджа Макговерна в 1972 году, баллотировавшегося на пост Президента США против Ричарда Никсона.
Язык Карлина заслуживает особого упоминания. В его монологах постоянно встречаются скрывающие или искажающие смысл эвфемизмы, высокопарная, вызывающая или дурашливая лексика. Когда его спросили, что доставляет ему удовольствие, Карлин ответил: «Читать о языке». А на вопрос, каким достижением он гордится, ответил: «Почти миллионом моих проданных книг».

## Отношение к религии

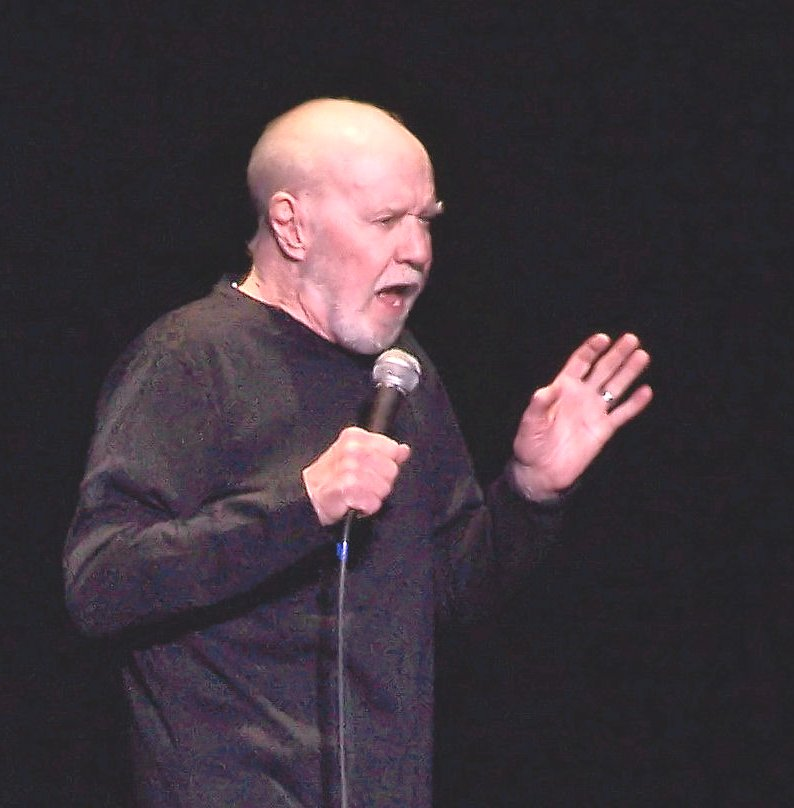
Джордж Карлин в Трентоне (Нью-Джерси) 4 апреля 2008 года

Несмотря на то, что его родители исповедовали католичество (которое он анекдотично описал в альбомах FM & AM и Class Clown), Карлин стал атеистом и в интервью и представлениях всегда отрицательно отзывался о самой идее Бога, особенно заметно в миниатюрах «Religion» и «There Is No God», звучавших в выступлении «Вы все больны».

Я правда пытался. Я пытался верить, что Бог есть, что он создал нас по своему образу и подобию, что он очень нас любит и хорошенько следит за тем, что творится. Я правда пытался в это поверить, но должен признаться: чем дольше живёшь, чем больше смотришь на то, что происходит вокруг, тем больше ты понимаешь, что что-то здесь не так. Война, болезни, смерть, разрушения, голод, разврат, нищета, пытки, преступность, коррупция и — шоу на льду. Что-то совершенно точно не так. Так никуда не годится. Если это лучшее, на что Бог способен, то я не впечатлён. Подобные результаты не подходят для резюме совершенного существа. Всё это дерьмо можно было бы ожидать от временного офисного сотрудника с плохим отношением к своим обязанностям. И, между нами говоря, в любой мало-мальски приличной вселенной этот парень вылетел бы со своего нагретого «всемогущей» задницей места уже давным-давно.

В своей книге «Brain Droppings» он заявил, что почитает солнце потому, что он его хотя бы видит. Позже в «Вы все больны» Карлин пошутил, что он молится Джо Пеши, своему хорошему другу, потому что «он хороший актёр» и потому что «похож на парня, который доводит дело до конца».

Фактически, Джо Пеши смог то, что не смог Бог. Много лет я молил Бога сделать что-нибудь с соседом и его дебильной собакой. Джо Пеши успокоил этого козла за один визит! Чего только не добьешься с помощью бейсбольной биты.

Карлин отрицательно отзывался о религии и в другом контексте, говоря, что религия «смогла убедить людей в существовании невидимого человека со списком вещей, которые он не хотел, чтобы они когда-либо делали, и если кто-то нарушит хоть одну, он отправит их в место полное боли и страданий, но при этом он их любит».

Он любит вас. Он любит вас и Ему нужны деньги! Ему всегда нужны деньги! Он всемогущий, всеведущий, Он — совершенство и мудрость, но каким-то образом не умеет зарабатывать деньги.

В своих выступлениях он шутил, что даже если и существует некто, называемый Богом, то люди обращаются с ним достаточно глупо, молясь ему в воскресенье — всеобщий выходной.

## Признание
Дж. Карлин получил звезду на аллее славы в Голливуде за вклад в развитие театра.
В 2004 году Карлин занял второе место в списке 100 величайших комиков по версии канала Comedy Central.
В 2011 году комиком Кевином Бартини была составлена петиция о присвоении 500-му кварталу на 121-й Вест Стрит в Нью-Йорке, в котором прошло детство Джорджа, имени Карлина. Петиция собрала около девяти тысяч подписей, но встретила возражения местной католической церкви тела Христова. В качестве компромисса имя Джорджа Карлина было присвоено 400-му кварталу

## Творчество

### Фильмография
| Год       |    | Русское название                            | Оригинальное название                   | Роль                                                   |
| --------- | -- | ------------------------------------------- | --------------------------------------- | ------------------------------------------------------ |
| 1966      | с  | Эта девушка (серия «Ни пуха, ни пера»)      | That Girl (Break a Leg episode)         | англ. George Lester                                    |
| 1968      | ф  | Шестеро под одной крышей                    | With Six You Get Eggroll                | англ. Herbie Fleck                                     |
| 1975—1979 | с  | С возвращением, Коттер                      | Welcome Back, Kotter                    |                                                        |
| 1976      | ф  | Автомойка                                   | Car Wash                                | таксист                                                |
| 1979      | ф  | Америкафон                                  | Americathon                             | Рассказчик                                             |
| 1982      | ф  |                                             | Carlin at Carnegie                      |                                                        |
| 1986      | ф  |                                             | George Carlin: Playin' with Your Head   |                                                        |
| 1987      | ф  | Бешеные деньги                              | Outrageous Fortune                      | Фрэнк Мадрас / англ. Frank Madras                      |
| 1988      | ф  | Джастин Кейс                                | Justin Case                             | частный детектив Джастин Кейс                          |
| 1989      | ф  | Невероятные приключения Билла и Теда        | Bill & Ted's Excellent Adventure        | Руфус / англ. Rufus                                    |
| 1990      | тф | Рабочая дрянь                               | Working Tra$h                           | Ральф / англ. Ralph                                    |
| 1991      | ф  | Новые приключения Билла и Теда              | Bill & Ted's Bogus Journey              | Руфус / англ. Rufus                                    |
| 1991      | ф  | Повелитель приливов                         | The Prince of Tides                     | Эдди Детревилль / англ. Eddie Detreville               |
| 1991—1995 | с  | Томас и его друзья                          | Thomas the Tank Engine & Friends        | рассказчик                                             |
| 1994      | ф  |                                             | Shining Time Station: One of the Family |                                                        |
| 1995      | с  | Улицы Ларедо                                | Streets of Laredo                       | Билли Уильямс                                          |
| 1999      | ф  | Догма                                       | Dogma                                   | кардинал Игнатиус Глик / англ. Cardinal Ignatius Glick |
| 2001      | ф  | Джей и Молчаливый Боб наносят ответный удар | Jay and Silent Bob Strike Back          | автостопщик                                            |
| 2003      | ф  | Очень страшное кино 3                       | Scary Movie 3                           | Архитектор / англ. Architect                           |
| 2004      | ф  | Девушка из Джерси                           | Jersey Girl                             | Барт Тринки / англ. Bart Trinke                        |
| 2005      | мф | Тарзан II                                   | Tarzan II                               | Зугор / англ. Zugor                                    |
| 2005      | ф  | Аристократы                                 | The Aristocrats                         | камео                                                  |
| 2006      | мф | Тачки                                       | Cars                                    | Филмор / англ. Fillmore                                |
| 2007      | мф | Новые приключения Золушки                   | Happily N'Ever After                    | Волшебник                                              |

### HBO specials
| Название                                           | Год  | Комментарии                                                   |
| -------------------------------------------------- | ---- | ------------------------------------------------------------- |
| Джордж Карлин: Джордж Карлин в УЮК                 | 1977 |                                                               |
| Джордж Карлин: Джордж Карлин в Фениксе             | 1978 |                                                               |
| Джордж Карлин: Карлин в Карнеги-холле              | 1982 |                                                               |
| Джордж Карлин: Карлин в Кампусе                    | 1984 |                                                               |
| Джордж Карлин: Игры с твоим разумом                | 1986 |                                                               |
| Джордж Карлин: Что я делаю в Нью-Джерси?           | 1988 |                                                               |
| Джордж Карлин: Снова за старое                     | 1990 |                                                               |
| Джордж Карлин: Зависая в Нью-Йорке                 | 1992 |                                                               |
| Джордж Карлин: Снова в городе                      | 1996 |                                                               |
| George Carlin: 40 Years of Comedy                  | 1997 |                                                               |
| Джордж Карлин: Вы все больны                       | 1999 |                                                               |
| Джордж Карлин: Жалобы и недовольства               | 2001 |                                                               |
| Джордж Карлин: Жизнь стоит того, чтобы её потерять | 2005 |                                                               |
| All My Stuff                                       | 2007 | Сборник 12 выпусков, кроме George Carlin: 40 Years of Comedy. |
| Джордж Карлин: Это плохо для тебя!                 | 2008 |                                                               |
| Commemorative Collection                           | 2018 |                                                               |